# جبريل سواريس
جبريل سواريس (بالإيطالية: Gabriel Soares)‏ هو مجدف إيطالي، ولد في 22 يناير 1997 في البرازيل.

## وصلات خارجية
- جبريل سواريس على موقع الاتحاد الدولي للتجديف (الإنجليزية)